# Silene rotundifolia
Silene rotundifolia là loài thực vật có hoa thuộc họ Cẩm chướng. Loài này được Nutt. miêu tả khoa học đầu tiên năm 1818.